# Juillet 1977
Cette page présente les faits marquants du mois de juillet 1977.

## Évènements
- Plan Tupac Amaru du dictateur Morales au Pérou, destiné à renforcer une « démocratie sociale pleinement participative ». Il signifie un retour en arrière dans le sens de l’austérité économique et des conditions favorables aux investissements étrangers. Morales se heurte à une agitation sociale croissante provoquée par une baisse du niveau de vie des Péruviens. La répression ne fait que nourrir le mécontentement. Le 19 juillet, alors qu’une grève générale paralyse le pays, Morales fait arrêter plus de 700 dirigeants syndicaux. Soumis à la pression de la rue et des organisations financières internationales, devant faire face à des divisions au sein de l’armée, pressé par le président Jimmy Carter, le dictateur annonce le 28 juillet 1977 son intention d’engager une transition vers la démocratie.
- Débat en vue de la « reprivatisation de l’économie » au Portugal.

- 3 juillet (Formule 1) : Grand Prix automobile de France.

- 5 juillet : 
  - Renversement du Premier ministre pakistanais Zulfikar Ali Bhutto, remplacé par le général Zia Ul Haq, qui institue la loi martiale.
  - Réhabilitation de Deng Xiaoping. Il récupère les postes dont il avait été chassé un an plus tôt. Avec son slogan « rechercher la vérité à partir des faits », il s’oppose au dogmatisme maoïste de Hua Guofeng.

- 12 juillet : dévaluation de la peseta de 20 %. L'Espagne qui bénéficie de la part de la CEE d'un statut privilégié de pays en voie de développement espère un coup de fouet supplémentaire à ses exportations.

- 16 juillet (Formule 1) : la Renault à moteur « turbo », pilotée par Jean-Pierre Jabouille, fait sa première apparition au GP de Grande-Bretagne de Formule 1 sur le circuit de Silverstone.

- 23 juillet : début de la guerre de l'Ogaden. La Somalie appuie la revendication des nomades pasteurs somaliens de l’Ogaden qui refusent le tracé arbitraire de la frontière éthiopienne, hérité du colonialisme italien et anglais. Elle envoie des troupes. L’Union soviétique ayant décidé de défendre son nouvel allié éthiopien, la Somalie expulse les 6 000 experts soviétiques qui séjournent sur son territoire et récupère la base navale de Berbera qu’elle concède aux États-Unis. Moscou compense cette perte en étendant son influence en Éthiopie ; grâce à son aide militaire et aux soldats cubains, Addis-Abeba a l’avantage dans la guerre d’Ogaden (1977-1978, 1980). La Somalie, battue par l’Éthiopie, sombre dans la guerre civile.

- 28 juillet : candidature de l’Espagne à la CEE.

- 30 juillet - 6 aout : le 62e congrès mondial d’espéranto a lieu à Reykjavik. Il a pour thème « Le droit à la communication ».

- 31 juillet (Formule 1) : Grand Prix automobile d'Allemagne.

## Naissances
- 1er juillet : Liv Tyler, actrice américaine.
- 3 juillet : Cătălin Burlacu, joueur de basket-ball roumain.
- 4 juillet : Armando Noguera, chanteur baryton argentin.
- 7 juillet : Thomas de Pourquery, musicien, auteur-compositeur, acteur et chanteur français.
- 17 juillet : Justin Dede Kodoro, homme politique de la République Démocratique du Congo.
- 26 juillet : Markwayne Mullin, homme politique américain, sénateur des États-Unis pour l'Oklahoma depuis 2023.
- 28 juillet : Andrew Hunter,  joueur anglo-australien de volley-ball.
- 31 juillet : Fabien Marsaud, alias Grand Corps Malade, slammeur français.

## Décès
- 2 juillet : Vladimir Nabokov, écrivain américain.
- 6 juillet : Hu Nim Ministre de l'information khmer rouge; exécuté (° 1932).
- 9 juillet : Alice Paul, féministe américaine (° 11 janvier 1885).
- Date inconnue : Paul Delmas-Marsalet, psychiatre et neurologue français († 4 août 1898).